# 385

## Nașteri
- dată necunoscută: Orosius  (d. 418)

## Decese
- Prisciliano, episcop de Ávila (n. ?)
- Wulfila, misionar creștin (n. 311)